# Bernadette Ganilau
Bernadette Ganilau est une femme politique fidjienne née en 1951.
En 2007, elle rejoint le gouvernement formé par Frank Bainimarama en tant que ministre du Travail, du Tourisme et de l'Environnement.
En 2008, elle fonde le Parti vert des Fidji, qui est dissous en 2013 par le gouvernement à la faveur d'une nouvelle loi sur la constitution des partis politiques.